# Хишри, Валид
Валид Хишри (фр. Walid Hichri; родился 5 марта 1986 года, Арьяна) — бывший тунисский футболист, защитник. Победитель Лиги чемпионов КАФ в составе клуба «Эсперанс».

## Биография
В 2008 году Валид Хишри перешёл в российский «Сатурн» из Раменского. Выступал он только за молодёжный состав «Сатурна», забив 4 гола в 20 матчах. В январе 2009 года Валид был выставлен клубом на трансфер.
В конце февраля 2009 года Хишри отправился на просмотр в латвийский «Металлург» из города Лиепая, который проводил сбор в Турции. 28 февраля 2009 года тунисский защитник принял участие в товарищеском матче против «Сибири», в той игре Хишри вышел на замену, а игра завершилась поражением «Металлурга» со счётом 3:1. В конечном итоге «Металлург» отказался от подписания контракта с Хишри.
В конце апреля 2009 года «Сатурн» расторг контракт с Хишри и он смог покинуть клуб в качестве свободного агента. Валид вернулся в Тунис и подписал контракт на один год с клубом «Бизертен» из города Бизерта. С мая 2010 года он защищал цвета тунисских клубов «Эсперанс», «Ла-Марса» и «Стад Тунизьен». В 2016 году перешёл в «Кызыл-Жар СК» из Петропавловска.

## Достижения
«Эсперанс»
- Чемпион Туниса (1): 2010/11
- Обладатель Кубок Туниса (1): 2011
- Победитель Лиги чемпионов КАФ (1): 2011

Сборная Туниса
- Победитель Чемпионата африканских наций (1): 2011